# Haroldo da Costa
Haroldo Lopes da Costa (Belo Horizonte, 14 de agosto de 1930 — João Pinheiro, 25 de agosto de 1997) foi um médico, futebolista e  político brasileiro.

## Carreira
Haroldo Costa jogou no Atlético Mineiro de 1948 a 1960 e estava presente na conquista da Copa do Gelo e do tetracampeonato Mineiro conquistado pelo Atlético de 1952 a 1955. Ao todo, foram oito títulos estaduais: 1949, 1950, 1952, 1953, 1954, 1955, 1956 e 1958. Depois, exerceu várias funções, sendo treinador interino e médico do Galo.
Haroldo Costa foi Deputado estadual de Minas Gerais por duas legislaturas consecutivas, na 7ª e 8ª legislatura (1971–1979).

## Títulos
Atlético Mineiro
- Campeonato Mineiro: 1949, 1950, 1952, 1953, 1954, 1955, 1956 e 1958.[2]